# Canis lupaster anthus
El lobo senegalés (Canis lupaster anthus), es la subespecie del lobo dorado nativa de Senegal, el chacal esbelto o anthus, es la subespecie del lobo dorado nativa de Senegal.

## Descripciones físicas
Es al menos una pulgada (2.54 centímetros) más alto en el hombro y varios centímetros más largo que el lobo egipcio;Los lobos dorados senegaleses adultos miden aproximadamente 15 pulgadas (38.1 cm) de altura en la parte media y 14 pulgadas (35.56 cm) de longitud desde la cola hasta el occipucio. Las orejas son más largas y la cabeza es más parecida a la de un perro que la del lobo egipcio y mide 7 pulgadas (17.78 cm) de longitud. La cola no es tan peluda y es más corta, midiendo 10 pulgadas (25.4 cm) de largo.